# باب فنویک
باب فنویک (انگلیسی: Bob Fenwick; ۲۹ سپتامبر ۱۸۹۴ – ۱۹۷۳ (۷۸−۷۹ سال)) بازیکن فوتبال اهل بریتانیا بود.
از باشگاه‌هایی که در آن بازی کرده‌است می‌توان به باشگاه فوتبال لینکولن سیتی، باشگاه فوتبال نوتس کانتی، و باشگاه فوتبال اشینگتون اشاره کرد.